# Patoki (Podlachie)
Pour les articles homonymes, voir Patoki.
Patoki est un village de Pologne, situé dans la gmina de Brańsk, dans le Powiat de Bielsk Podlaski, dans la voïvodie de Podlachie au nord-est de la Pologne.
Selon le recenssement de la commune de 1921, ont habité dans le village 308 personnes, dont 292 étaient catholiques, 8 orthodoxes, et 8 judaïques. Parallèlement, 306 habitants ont déclaré avoir la nationalité polonaise, 2 la nationalité biélorusse. Dans le village, il y avait 48 bâtiments habitables.